# App Store
App Store — магазин приложений, разработанный компанией Apple для мобильных устройств на базе операционных систем iOS и iPadOS.

## Описание
App Store предлагает более 1,5 млн приложений для iPhone, iPod Touch и около 725 тыс. для iPad (на 10 июня 2015), число загрузок превысило 100 миллиардов, а пользовательская база составляет порядка 575 миллионов человек. В числе приложений множество категорий, включая игры, социальные сети, такие как Facebook, Twitter, и многие другие.
Стоимость продающихся приложений составляет от 0,99 до 9,99 долларов, некоторые профессиональные приложения стоят существенно дороже. В России оплата принимается с кредитных карт, а с декабря 2008 года — и с дебетовых. Большинство приложений, находящихся в App Store, можно скачать бесплатно.
Владельцам iPhone 3G доступ к магазину приложений был открыт сразу в момент начала продаж этой модели. Обладателям устройства предыдущего поколения для доступа к магазину требовалось обновить ПО до второй версии. Доступ к App Store также можно получить при помощи iTunes начиная с версии 7.7.
Каждое приложение оснащается специальным электронным сертификатом. Если с помощью купленной программы будут совершаться нелегальные действия, сертификат уберут, и программа перестанет работать.
Доходы от продаж приложений распределяются следующим образом — авторы получают 70 %, Apple забирает 30 %, чтобы поддерживать магазин. Официально Apple утверждает, что не намеревается делать деньги на продажах. У разработчиков также есть возможность выпускать бесплатные приложения. Все купленные программы можно прописать в iTunes, чтобы скачивать все новые обновления.
На iPod Touch сервис App Store работает при подключении к интернету через Wi-Fi. Так что пользователи могут покупать и скачивать приложения по беспроводной сети, находясь в любом месте. Приложения доступны либо бесплатно, либо имеют определённую стоимость, которая записывается на счёт пользователя в iTunes Store. App Store своевременно известит пользователя по мере появления обновлений для его приложений. Сервис App Store доступен в программе iTunes как для компьютеров Mac, так и для PC, где происходит синхронизация приложений с iPhone или iPod Touch по интерфейсу USB.
В марте 2024 года компания Apple объявила о возможности для пользователей стран Евросоюза загружать приложения не только из App Store, но и из альтернативных магазинов. Причиной изменения политики компании послужил закон ЕС о цифровых рынках.

### Приложения на iPad
Магазин приложений для iPad был запущен в апреле 2010 года и содержал 3500 программ, а к декабрю 2010 года, восемь месяцев спустя, было доступно более 50 000 приложений. По состоянию на июль 2011 года, через 16 месяцев после выпуска, в магазине приложений уже было доступно более чем 100 тыс. приложений для iPad.
На 10 июня 2015 года для iPad было создано более 725 тыс. приложений, и благодаря большому интересу разработчиков, под него оптимизировано более половины приложений в App Store. Если же установленное приложение не оптимизировано под экран нужной модели iPad, то оно масштабируется до нужного размера.

### Категории
По состоянию на июль 2014 года приложения в магазине App Store (Россия) представлены в двадцати девяти категориях:
1. iPhone: Коллекция приложений;
2. iPhone: Приложения от Apple;
3. iPhone: Лучшие бесплатные приложения;
4. iPad: Приложения от Apple;
5. iPad: Коллекция приложений;
6. iPad: Лучшие бесплатные приложения;
7. Бизнес (англ. Business);
8. Каталоги (англ. Catalogs);
9. Образование (англ. Education);
10. Развлечения (англ. Entertainment);
11. Финансы (англ. Finance);
12. Еда и напитки (англ. Food and drinks);
13. Игры (англ. Games). Подкатегории: Action; Adventure; Arcade; Board; Card; Casino; Dice; Educational; Family; Kids; Music; Puzzle; Racing; Role Playing; Simulation; Sports; Strategy; Trivia Word;
14. Здоровье и фитнес (англ. Healthcare & Fitness);
15. Дети (англ. Kids);
16. Образ жизни (англ. Lifestyle);
17. Медицина (англ. Medical);
18. Музыка (англ. Musiс);
19. Навигация (англ. Navigation);
20. Новости (англ. News);
21. Киоск (англ. Kiosk);
22. Фото и видео (англ. Photography);
23. Производительность (англ. Productivity);
24. Справочники (англ. Reference);
25. Социальные сети (англ. Social Networking);
26. Спорт (англ. Sports);
27. Путешествия (англ. Travel);
28. Утилиты (англ. Utilities);
29. Погода (англ. Weather).

## Стоимость приложений
В App Store есть платные и бесплатные приложения.
В октябре 2012 Apple добавила возможность оплачивать приложения в рублях. В магазине приложений цены всех приложений в долларах оканчиваются на «,99», а не на «,00» (например, установлены цены 0,99$, 1,99$, 2,99$, 3,99$ и так далее). Чтобы цены показывались в рублях, Apple решила оценить 0,99$ как 33 рубля. Поэтому приложение, которое стоит 1,98$, стало стоить 66 рублей.
В декабре 2014 года Apple оценила 0,99$ как 62 рубля (из-за подъёма курса доллара).
В январе 2015 года курс был изменён на 59 рублей за 0,99$, а в мае того же года курс поднялся до 75 рублей за 0.99$.
В июле 2015 года Apple добавила в App Store возможность устанавливать приложениям цены в 15 и 29 рублей.

## Статистика приложений

### Количество загрузок приложений
| Дата             | Количество приложений                     | Оптимизированные для iPad | Количество загрузок на эту дату | Среднее количество загрузок 1 приложения |
| ---------------- | ----------------------------------------- | ------------------------- | ------------------------------- | ---------------------------------------- |
| 11 июля 2008     | 500+                                      | 0                         | 0                               | 0                                        |
| 14 июля 2008     | 800+                                      | 0                         | 10,000,000+                     | ~12,500                                  |
| 9 сентября 2008  | 3,000+                                    | 0                         | 55,000,000+                     | ~18,334                                  |
| 22 октября 2008  | 7,500+                                    | 0                         | 200,000,000+                    | ~26,667                                  |
| 16 января 2009   | 15,000+                                   | 0                         | 500,000,000+                    | ~33,334                                  |
| 17 марта 2009    | 25,000+                                   | 0                         | 800,000,000+                    | ~32,000                                  |
| 23 апреля 2009   | 35,000+                                   | 0                         | 1,000,000,000+                  | ~28,571                                  |
| 8 июня 2009      | 50,000+                                   | 0                         | 1,000,000,000+                  | ~20,000                                  |
| 14 июля 2009     | 65,000+                                   | 0                         | 1,500,000,000+                  | ~23,077                                  |
| 9 сентября 2009  | 75,000+                                   | 0                         | 1,800,000,000+                  | ~24,000                                  |
| 28 сентября 2009 | 85,000+                                   | 0                         | 2,000,000,000+                  | ~23,529                                  |
| 4 ноября 2009    | 100,000+                                  | 0                         | 2,000,000,000+                  | ~20,000                                  |
| 5 января 2010    | 120,000+                                  | 0                         | 3,000,000,000+                  | ~25,000                                  |
| 20 марта 2010    | 150,000+                                  | 0                         | 3,000,000,000+                  | ~20,000                                  |
| 8 апреля 2010    | 185,000+                                  | >3500                     | 4,000,000,000+                  | ~21,622                                  |
| 29 апреля 2010   | 200,000+                                  | нет данных                | 4,500,000,000+                  | ~22,500                                  |
| 7 июня 2010      | 225,000+                                  | нет данных                | 5,000,000,000+                  | ~22,222                                  |
| 1 сентября 2010  | 250,000+                                  | нет данных                | 6,500,000,000+                  | ~26,000                                  |
| 20 октября 2010  | 300,000+                                  | >40000                    | 7,000,000,000+                  | ~23,334                                  |
| 22 января 2011   | 350,000+                                  | >60000                    | 10,000,000,000+                 | ~28,571                                  |
| 6 июня 2011      | 425,000+                                  | >90000                    | 14,000,000,000+                 | ~32,941                                  |
| 7 июля 2011      | 425,000+                                  | >100000                   | 15,000,000,000+                 | ~35,294                                  |
| 4 октября 2011   | 500,000+                                  | >140000                   | 18,000,000,000+                 | ~36,000                                  |
| 28 февраля 2012  | 500,000+                                  | нет данных                | 24,000,000,000+                 | ~40,000                                  |
| 3 марта 2012     | 500,000+                                  | нет данных                | 25,000,000,000+                 |                                          |
| 5 марта 2012     | 550,000+                                  | нет данных                | 25,000,000,000+                 |                                          |
| 7 мая 2013       | 585,000+ Русскоязычных приложений — 18500 | >200000                   | 49,000,000,000+                 |                                          |
| 10 июня 2015     | 1,400,000+                                | >725,000                  | 100,000,000,000+                |                                          |
| 13 июня 2016     | 2,000,000+                                |                           | 130,000,000,000+                |                                          |

## Рейтинг приложений (возрастные ограничения)
| Рейтинг | Описание |
| ------- | --- |
| 4+      | Не содержит неприемлемые материалы, но приложение не подходит детям до 4 лет. |
| 9+      | В приложении могут содержаться материалы насильственного характера, реалистичные сцены насилия, которые не приемлемы для детей в возрасте до 9 лет. |
| 12+     | Могут содержаться грубая лексика, умеренные сцены насилия и другие неприемлемые материалы, непригодные для детей до 12 лет. |
| 17+     | Могут содержаться сцены насилия, непристойная лексика, любовные сцены, нецензурные выражения и другой контент, который не подходит для детей в возрасте до 17 лет. Каждый раз при попытке загрузить приложение с этим возрастным ограничением появляется уведомление с просьбой подтвердить свой возраст и покупку приложения. |

## Хронология событий
- 10 июля 2008 г. — дата открытия App Store как обновления iTunes. Приложения были доступны к загрузке в этот же день. Однако, так как ПО второй версии для iPhone и iPod Touch ещё не было выпущено, создание приложений на данном этапе было невозможно[44][45].
- 11 июля 2008 г. — выпуск ПО второй версии. Приложения стали доступны для недавно обновлённых iPhone и iPod Touch. Программное обеспечение iPhone OS 2.0 было доступно для российских пользователей iPod Touch по цене $9,95[46].
- 8 июля 2009 г. — суммарная стоимость всех приложений в App Store составила $144 326[47].
- 5 февраля 2010 г. — каталог приложений App Store теперь можно было просматривать через браузер[48][49].
- 24 марта 2013 г. — Apple начала помечать приложения, в которых доступны покупки внутри самого приложения.
- 3 апреля 2013 г. — в App Store добавлены возрастные ограничения.
- 12 декабря 2014 г. — в App Store появилась возможность оплаты через PayPal[50].
- 9 апреля 2015 г. — с выпуском iOS 8.3 добавлена возможность скачивать бесплатные приложения без ввода пароля от Apple ID[51]. Оборот площадки составил 20 млрд долларов США к 2015 году, что принесло Apple около 6 млрд долларов[52][53]. В магазине было доступно почти 1,5 млн приложений и зарегистрировано более 1,9 млн разработчиков.

- 18 ноября 2020 г. — после череды судебных исков от разных компаний Apple принимает решение снизить комиссию в App Store с 30 % до 15 % для компаний с выручкой менее $1 миллиона в год[54].

## Критика
Специалисты исследовательской компании Palo Alto Networks обнаружили в сентябре 2015 года в App Store около 40 приложений, содержащих вредоносный код. По данным The Verge, приложения были заражены пиратской версией среды разработки Xcode для iOS (XcodeGhost). Вскоре после обнаружения эти приложения были удалены из магазина.
С марта 2015 года Apple ввела для публикуемых приложений цензуру, запретив любые упоминания, даже самые малейшие, в том числе на скриншотах и фотографиях, в приложениях или их описаниях конкурирующих мобильных платформ (в частности, Windows Mobile и Android), джейлбрейка, а также публикацию новостей о компаниях Microsoft и Google или неподтвержденных слухах про будущие продукты Apple.

## Спорные приложения
В ноябре 2012 года Boyfriend Maker, симулятор свиданий, был удалён из-за «сообщений о ссылках на насильственные половые акты и педофилию», которые были сочтены неуместными для возрастного рейтинга 4+. Исправленная версия под названием Boyfriend Plus была одобрена Apple в апреле 2013 года.
В марте 2013 года было одобрено и появилось в App Store приложение HiddenApps, которое предоставляло доступ к диагностическим меню разработчика, позволяло скрывать стандартные приложения и отказываться от использования iAds, рекламной системы Apple, ориентированной на разработчиков, и вскоре после этого приложение было удалено за нарушение правил.
В апреле 2013 года Apple удалила AppGratis, тогда успешный рынок магазинов приложений, который продвигал платные приложения, предлагая одно бесплатное приложение каждый день. Apple сообщила All Things Digital, что приложение нарушило два пункта соглашения с разработчиком, в том числе «Приложения, которые отображают приложения, отличные от ваших, для покупки или продвижения способом, аналогичным или сбивающим с толку в App Store, будут отклонены» и «Приложения не могут использовать Push-уведомления для отправки рекламы, рекламных акций или прямого маркетинга любого рода». Apple, однако, сообщила разработчикам, что они «могут повторно представить» после изменения приложения, хотя «не было особой надежды на то, что оно сможет выжить в каком-либо виде, подобном его нынешнему воплощению».
В ноябре 2014 года Apple удалила MassRoots — приложение социальной сети, посвящённое марихуане, по той причине, что оно «поощряет чрезмерное употребление алкоголя или запрещённых веществ». В феврале 2015 года MassRoots было повторно представлено в магазине после того, как Apple изменила свои руководящие принципы обеспечения соблюдения, чтобы разрешить социальные приложения с каннабисом в 23 штатах, где это разрешено законом.
В сентябре 2015 года было обнаружено, что «сотни» приложений, представленных и одобренных в App Store, использовали XcodeGhost — вредоносную версию программного обеспечения для разработки Xcode. Проблемы побудили Apple удалить заражённые приложения из магазина и заявить, что они «работают с разработчиками, чтобы убедиться, что они используют правильную версию Xcode». Позже охранная компания опубликовала списки заражённых приложений, включая китайскую версию Angry Birds 2, CamCard, Lifesmart, TinyDeal.com и WeChat. Впоследствии Apple заявила, что ускорит загрузку Xcode в определённых регионах за пределами США, и связалась со всеми разработчиками, чтобы убедиться, что они загружают Xcode только из Mac App Store или веб-сайта Apple, и предоставила разработчикам подпись кода, чтобы проверить, используют ли они поддельную версию Xcode.
В июне 2017 года в магазине была обнаружена тенденция к мошенничеству, в котором разработчики создают приложения, основанные на несуществующих сервисах, прикрепляют подписки на покупку в приложении к открывающему диалогу, а затем покупают место для рекламы в поисковой системе App Store, чтобы повысить рейтинг приложения. В одном случае приложение «Mobile protection: Clean & Security VPN» требует платежей в размере 99,99 долларов за семидневную подписку после короткого пробного периода. Apple пока не отреагировала на проблему.
Кроме того, Apple удалила программное обеспечение под лицензией GNU General Public License (GPL) из App Store из-за текста в соглашении об условиях обслуживания Apple, в котором управление цифровыми правами и юридические условия собственности несовместимы с условиями GPL.

### Масштабное удаление приложений
1 сентября 2016 года Apple объявила, что начиная с 7 сентября она будет удалять старые приложения, которые не работают должным образом или не соответствуют текущим рекомендациям по аудиту, а разработчики получат уведомление и 30 дней на обновление своих приложений, но приложения, которые вылетают при запуске, будут немедленно удалены. Кроме того, длина имён приложений, зарегистрированных разработчиками, не должна превышать 50 символов, чтобы разработчики не могли вводить длинные описания или нерелевантные термины в названия приложений для ускорения их ранжирования в результатах поиска App Store. В ноябре 2016 года компания Sensor Tower, занимающаяся анализом приложений, сообщила, что Apple, как и обещала в своём сентябрьском заявлении об удалении старых приложений, в октябре 2016 года удалила 47 300 приложений из App Store, что на 238% больше по сравнению с предыдущим среднемесячным показателем удаления приложений.
В июне 2017 года TechCrunch сообщил, что Apple сосредоточила внимание на удалении приложений, копирующих функции из других популярных приложений. К примеру: «если популярная игра, такая как „Flappy Bird“ или „Red Ball“, попадёт в чарты, то в течение нескольких недель появятся сотни или тысячи клонов, которые попытаются извлечь выгоду на волне популярности». В отчёте также отмечалось удаление музыкальных приложений, обслуживающих пиратские треки. Издание написало, что с момента начала удаления приложений в сентябре Apple удалила «несколько сотен тысяч» приложений.
В декабре 2017 года в новом отчёте TechCrunch говорится, что Apple начала вводить новые ограничения на использование «коммерческих шаблонов или сервисов создания приложений». Новые правила App Store, впервые представленные в рамках конференции разработчиков Apple 2017 года, позволяют компании запрещать приложения, использующие шаблоны или коммерческие сервисы приложений. Разработчики получили уведомление от Apple с указанием крайнего срока — 1 января 2018 года — для внесения изменений в свои приложения. Эта новость привлекла внимание Конгресса: в начале декабря конгрессмен Тед Лью написал в Apple письмо с просьбой пересмотреть свое решение: «Насколько я понимаю, многие малые предприятия, исследовательские организации и религиозные учреждения полагаются на шаблоны приложений, так как у них нет ресурсов для разработки приложений собственными силами». Он отметил, что новые правила охватывают «слишком широкую сеть», в частности, «аннулируют приложения от давних и законных разработчиков, которые не представляют угрозы для целостности App Store».
Кроме того, новости о более строгом исполнении вызвали серьёзную критику со стороны фирм, занимающихся разработкой приложений. Одна компания сообщила TechCrunch: «Пункт 4.2.6 (об обеспечении соблюдения правил) стал последней каплей, которая заставила нас ускорить принятие решения о закрытии компании». Другая компания сообщила в публикации: «В июне, когда правила изменились, мы сказали: „Это будет нацелено на наши приложения“ … Apple сообщила нам, что это не касается нас с точки зрения качества. Так что попадание под прикрытие спама шокирует каждого качественного разработчика и всех хороших актёров». Более того, последняя компания заявила, что "с приложениями, которые выполняют одну и ту же функцию — заказ еды вы можете сделать очень многое". Третья компания заявила: «Пункт 4.2.6 является конкретной иллюстрацией опасности доминирующего положения Apple». Четвёртая компания сказала, что «они уничтожили практически всю отрасль. Не только инструменты DIY, такие как AppMakr, но и пакеты для разработки, такие как Titanium».
Ближе к концу года Apple обновила руководство, чтобы уточнить, что компаниям и организациям разрешено использовать приложения-шаблоны, но только до тех пор, пока они напрямую публикуют свои приложения; публикация приложений для соответствующих клиентов оставалась нарушением правила для коммерческих служб приложений.

### Цензура российского правительства
В июле 2024 года, по требованию Роскомнадзора, Apple удалила из российского App Store 25 VPN-сервисов, в числе которых NordVPN, Proton VPN, PIA VPN и другие.

### Цензура китайского правительства
Правительство пыталось в 2012 году заблокировать веб-сайт «Times» после того, как были опубликованы истории о скрытом богатстве членов семьи тогдашнего лидера Китая Вэнь Цзябао. В своем заявлении представитель Apple сообщил СМИ: «нас проинформировали о том, что приложение нарушает местные правила», но не уточнил, какие именно правила, и добавил, что «в результате приложение должно быть удалено из магазина приложений в Китае. Когда эта ситуация изменится, магазин приложений снова предложит приложение „New York Times“ для загрузки в Китае». В июле следующего года стало известно, что Apple начала удалять в Китае приложения, которые обходят государственную политику цензуры в Интернете и новые законы, ограничивающие услуги виртуальной частной сети (VPN). Apple опубликовала заявление, в котором пояснила, что удаление приложений было результатом того, что разработчики не соблюдали новые законы Китая, требующие правительственной лицензии для предприятий, предлагающих VPN, и что «эти приложения остаются доступными на всех других рынках, где они ведут бизнес». Во время телефонного разговора в следующем месяце Кук подробно остановился на последних новостях, пояснив: «мы, очевидно, не хотели бы удалять приложения, но, как и в других странах, мы соблюдаем закон везде, где мы ведём бизнес». В январе 2017 года Apple выполнила запрос правительства Китая на удаление китайской версии приложения The New York Times.
Помимо VPN-сервисов, в том же году из китайского App Store был удалён ряд приложений для интернет-телефонии, в том числе Skype от Microsoft, при этом Apple сообщила New York Times, что, как и приложения VPN, новые приложения также нарушали местное право. Компания Microsoft заявила BBC News, что её приложение Skype было «временно удалено» и что компания «работает над тем, чтобы восстановить приложение как можно скорее», хотя многие новостные агентства сообщали об увеличении усилий и давления китайского правительства, направленных на подавление свободы Интернета.
После выступления генерального директора Apple Тима Кука на Всемирной интернет-конференции в Китае в декабре 2017 года, на которой Кук заявил, что Apple и Китай разделяют видение «развития цифровой экономики для открытости и общих выгод», активисты за свободу слова и права человека раскритиковали Кука и компанию. Майя Ван из Хьюман Райтс Вотч заявила «Вашингтон Пост», что «появление Кука придаёт убедительность государству, которое агрессивно подвергает цензуре Интернет, бросает людей в тюрьмы за критику социальных недугов и создаёт системы искусственного интеллекта, которые отслеживают всех и преследуют инакомыслие… Версия киберпространства, которую строит китайское правительство, является явно антиутопической, и я не думаю, что кто-то захочет разделить это „общее будущее“. Apple должна была высказаться против, а не одобрить это». Сенатор США Патрик Лихи сказал CNBC, что «американские технологические компании стали ведущими поборниками свободы слова. Но это обязательство не должно заканчиваться на наших границах. … Мировые лидеры в области инноваций, такие как Apple, имеют как возможность, так и моральное обязательство содействовать свободному выражению мнения и другим основным правам человека в странах, которые регулярно отрицают эти права».
Кук сказал Рейтер: «Я надеюсь, что со временем некоторые вещи, пара вещей, которые были сняты, вернутся. Я очень надеюсь на это и с большим оптимизмом отношусь к этому». Тем не менее один из авторов TechCrunch, Джон Рассел, раскритиковал это мышление, написав, что «во-первых, Apple не просто удалила „пару вещей“ из досягаемости китайских пользователей», а скорее «пару сотен» приложений. Кроме того, Рассел перечислил меры цензуры со стороны китайского правительства, включая запреты VPN и ограничения на приложения для прямой трансляции видео и обмена сообщениями, и написал, что «у Apple не было другого выбора, кроме как последовать линии Пекина, чтобы продолжить вести бизнес на прибыльном китайском рынке, но заявления Кука, подобные сегодняшнему, опасны, потому что они сильно преуменьшают серьёзность ситуации». Сенатор от Флориды Марко Рубио также раскритиковал появление Кука на Всемирной интернет-конференции, описав ситуацию следующим образом: «на мой взгляд, это пример компании, которая так отчаянно пытается получить доступ к китайскому рынку, что они готовы следовать законам этой страны, даже если эти законы идут вразрез с предполагаемыми стандартами этих компаний». В августе 2018 года в целях соблюдения китайского законодательства компания Apple удалила 25 000 незаконных приложений из App Store в Китае.
В октябре 2019 года Apple отказала в публикации приложения, однако затем приняла решение допустить приложение, используемое участниками протестов 2019—2020 годов в Гонконге.

### Удаление приложений для вейпинга
В ноябре 2019 года Apple удалила все приложения, связанные с вейпингом, со ссылкой на предупреждение экспертов в области здравоохранения.

### Epic Games
С начала 2017 года Тим Суини поставил под сомнение необходимость в цифровых витринах, таких как Steam от Valve, Apple iOS от App Store и Google Play, чтобы снизить долю дохода на 30 %, и утверждал, что с учётом текущих темпов распространения контента и других важных факторов сокращение выручки на 8 % должно быть достаточным для рентабельной работы любой цифровой витрины.
13 августа 2020 года Epic Games обновила игру Fortnite на всех платформах, включая версию для iOS, чтобы снизить цену «V-баксов» (внутриигровая валюта) на 20 %, если они приобретаются напрямую у Epic. Пользователям iOS, совершившим покупку через витрину Apple, эта скидка не предоставлялась, поскольку Epic заявила, что не может продлить скидку из-за сокращения доходов Apple на 30 %. В считанные часы Apple удалила Fortnite со своих витрин, заявив, что средства обхода их платёжных систем нарушают условия обслуживания. Epic немедленно подала отдельные иски против Apple и Google за антимонопольное и антиконкурентное поведение в Окружной суд США Северного округа Калифорнии. Epic не стремилась возместить денежный ущерб ни в том, ни в другом случае, а вместо этого «добивалась судебного запрета, позволяющего добиться справедливой конкуренции на этих двух ключевых рынках, которая напрямую затрагивает сотни миллионов потребителей и десятки тысяч, если не больше, сторонних разработчиков приложений». В комментариях в социальных сетях на следующий день Суини сказал, что они предприняли эти действия, поскольку «мы боремся за свободу людей, купивших смартфоны, устанавливать приложения из источников по своему выбору, за свободу создателей приложений распространять их по своему усмотрению, а также свободу обеих групп вести бизнес напрямую. Основной возражающий аргумент: «Приложения для установки других приложений могут делать всё, что им угодно. У всех нас есть права, и нам нужно бороться, чтобы защитить свои права от тех, кто откажется от них».
Apple ответила на иск закрытием учётных записей разработчиков Epic к 28 августа 2020 года, что привело к тому, что Epic подала ходатайство о предварительном судебном запрете, чтобы заставить Apple вернуть Fortnite в App Store и помешать удалить учётные записи разработчиков Epic, поскольку последнее действие приведёт к тому, что Epic не сможет обновить Unreal Engine для любых изменений в iOS или macOS, и подвергнет риску разработчиков, полагающихся на Unreal.
Суд вынес предварительный судебный запрет Apple на закрытие аккаунтов разработчиков, поскольку Epic продемонстрировала потенциально значительный ущерб как самой платформе Unreal Engine, так и индустрии видеоигр в целом, но отказался выдавать судебный запрет, связанный с Fortnite из-за того, что нынешние трудности создает сама Epic. 
Основной судебный процесс (о монополии Apple) продолжается.